# Rockefeller Street
A Rockefeller Street (magyarul: Rockefeller utca) egy dal, mely Észtországot képviselte a 2011-es Eurovíziós Dalfesztiválon. A dalt az észt Getter Jaani adta elő angol nyelven.
A dal a 2011. február 26-án rendezett észt nemzeti döntőben nyerte el az indulás jogát. A döntő két fordulóból állt: az első körben egy zsűri pontjai, és a nézők telefonos szavazatai alapján a tízfős mezőnyből kettő dal jutott tovább a szuperdöntőbe. A második körben már csak a nézők döntöttek, ott a dal a szavazatok 62%-át megszerezve nyert.
A dal szerzője már korábban is részt vett a dalfesztiválon: Sven Lõhmus írta a 2005-ös és a 2009-es észt dalt is, utóbbi volt az első, és korábban az egyetlen dal, mellyel Észtország tovább tudott jutni az elődöntőből.
Az Eurovíziós Dalfesztiválon a dalt először a május 12-én rendezett második elődöntőben adták elő, a fellépési sorrendben tizenötödikként, a román Hotel FM együttes Change című dala után, és a fehérorosz Anastasia Vinnikova I Love Belarus című dala előtt. Az elődöntőben 60 ponttal a kilencedik helyen végzett, így továbbjutott a május 14-i döntőbe. Észtország 2009 után másodszor tudott továbbjutni az elődöntőből.
A május 14-i döntőben a fellépési sorrendben nyolcadikként adták elő, a svéd Eric Saade Popular című dala után és a görög Loukas Yorkas és Stereo Mike Watch My Dance című dala előtt. A szavazás során 44 pontot szerzett, amely a huszonnegyedik helyet jelentette a huszonöt fős mezőnyben.

## Slágerlistás helyezések
| Slágerlisták (2011) | Lh.* |
| ------------------- | ---- |
| Belgium (Flandria)  | 50   |
| Észtország          | 3    |
| Írország            | 44   |

*Lh. = Legjobb helyezés.